# Journal of the European Mathematical Society
Journal of the European Mathematical Society ist eine monatlich erscheinende mathematische Fachzeitschrift, die 1999 vom Springer-Verlag mit Jürgen Jost als Gründungsherausgeber gegründet wurde und seit 2004 von der European Mathematical Society herausgegeben wird. Weitere leitende Herausgeber waren Haim Brezis, François Loeser und Barbara Kaltenbacher, aktuell wird sie von Anton Alekseev und Susanna Terracini herausgegeben.
Die Zeitschrift veröffentlicht Forschungsarbeiten aus der Mathematik sowie gelegentlich Überblicke über mathematische Forschung. Ihr Anliegen ist die Förderung der Einheit zwischen reiner und angewandter Mathematik und zwischen unterschiedlichen mathematischen Kommunitäten.